# Galeso
Le Galeso, latin Galaesus, est un petit fleuve côtier des Pouilles. Il se jette dans le golfe de Tarente après 1 km de cours.

## Histoire
Il a été célébré par Virgile (Géorgiques, IV, 126) :

« Namque sub Oebaliae memim me turribus arcis, qui niger umectat flaventia culta Galaesus, Corycium vidisse senem, cui pauca relicti iugera ruris erant, nec fertilis illa iuvencis nec pecori opportuna seges nec comoda Baccho. Hic rarum tamen in duminis holus albaque circum lilia verbenasque premes vescumque papaver regnum aequabat opes animis seraque revertens nocte dominum dapibus mensas onerabat inemptis. Primum vere rosam atque autumno carpere poma et, cum tristishiemps etiamnum frigore saxa rumperet et glacie cursus frenaret aquarum, ille comam mollis iam tondebat hyacinti aestatem increpitans seram Zephirosque morantis »

et par Horace (Odes, II, VI.10) :

« Unde si Parcae prohibent iniquae, dulce pellitis ovibus Galaesi flumen et regnata petam Laconi rura Phalantho. Ille terrarum mihi praeter omnes angulus ridet, ubi non Hymetto mella decedunt viridique certat baca Venafro; ver ubi longum tepidasque praebet Iuppiter brumas et amicus Aulon fertili Baccho minimum Falernis invidet uvis. Ille te mecum locus et beatae postulant arces; ibi tu calentem debita sparges lacrima favillam vatis amici »

et il a été aussi mentionné par Fénelon (Les Aventures de Télémaque, livre XVI):

« L'armée était campée sur les bords du fleuve Galèse, assez près de la mer. »